# خيريه الدلح (عبس)

تعديل مصدري - تعديل

خيريه الدلح هي إحدى قرى عزلة بني حسن بمديرية عبس التابعة لمحافظة حجة، بلغ تعداد سكانها 35 نسمة حسب تعداد اليمن لعام 2004.